# Bezzia australiensis
Bezzia australiensis är en tvåvingeart som beskrevs av Jean-Jacques Kieffer 1917. Bezzia australiensis ingår i släktet Bezzia och familjen svidknott. Inga underarter finns listade i Catalogue of Life.